# 9. prosinca
9. prosinca (9. 12.) 343. je dan godine po gregorijanskom kalendaru (344. u prijestupnoj godini).
Do kraja godine imaju još 22 dana.

## Događaji
- 1825. – Novi car Rusije postao je Konstantin, nakon čijeg se proglasa počeo odmah kovati novac s likom novog cara, danas kod kolekcionara dobro poznati Konstantinov rubalj.
- 1935. – U Zagrebu je osnovan Savez klizanja i hokeja na ledu, iako je hokej na ledu u Hrvatskoj postojao još 30 godina ranije.
- 1991. – Hrvatskoj vojsci predani su vojarna na Trsatu i zgrada Komande Riječkog korpusa. Tog je dana iz Rijeke otišao i posljednji vojnik JNA.
- 2009. – Nakon što mu Hrvatski sabor skida imunitet, DORH izdaje tjeralicu za Ivom Sanaderom
- 2011. – Nakon završetka pregovora, u Bruxellesu je potpisan Ugovor o pristupanju Republike Hrvatske Europskoj uniji koji će stupiti na snagu 1. srpnja 2013.
- 2022. – Hrvatska nogometna reprezentacija ostvarila povijesni uspjeh izbacivši sa SP-a na jedanaesterce s 4:2 (1:1)  peterostrukog prvaka svijeta – Brazil – u četvrtfinalu Svjetskog prvenstva u Kataru te se po treći puta u povijesti plasirala u polufinale tog natjecanja.

| - 1608. – John Milton, engleski književnik († 1674.) - 1841. – Ivan Iletić, pisac i učitelj gradišćanskih Hrvata († 1907.) - 1868. – Fritz Haber, njemački kemičar i nobelovac († 1934.) - 1891. – Maksim Bahdanovič, bjeloruski pjesnik († 1917.) - 1901. – Ödön von Horváth, austrijski književnik († 1938.) - 1917. – Tomislav Neralić, hrvatski operni pjevač († 2016.) - 1930. – Buck Henry, američki glumac, scenarist i TV producent († 2020.) - 1937. – Petar Anđelović, bosanski franjevac († 2009.) - 1960. – Dobroslav Paraga, hrvatski političar - 1962. – Felicity Huffman, američka glumica - 1964. – Paul Landers, njemački glazbenik - 1972. – Tré Cool, američki glazbenik - 1980. – Matthias Lanzinger, austrijski alpski skijaš - 1983. – Vinko Tadić, hrvatski povjesničar - 1995. – McKayla Maroney, američka gimnastičarka | - 1437. – Žigmund Luksemburški, rimsko-njemački car, hrvatsko-ugarski kralj i češki kralj (* 1368.) - 1641. – Anthonis van Dyck, flamanski slikar, prema čijim je crtežima poslije smrti izrađeno preko 100 bakropisa i bakroreza (* 1599.) - 1912. – Carl Justi, njemački filozof i povjesničar umjetnosti (* 1832.) - 1937. – Gustaf Dalén, švedski inženjer i nobelovac (* 1869.) - 1979. – Fulton John Sheen, američki nadbiskup, blaženik (* 1895.) - 1988. – Pavle Blažek, svestrani hrv. kult. djelatnik (* 1930.) - 2008. – Dražan Jerković, hrvatski nogometaš, reprezentativac i izbornik (* 1936.) - 2019. – Caroll Spinney, američki lutkar, poznat po tumačenju likova u dječjoj televizijskoj seriji Ulica Sezam. |

## Blagdani i spomendani
- Međunarodni dan borbe protiv korupcije